# جنجال بزرگ (فیلم ۱۹۶۶)
جنجال بزرگ (به فرانسوی: La Grande Vadrouille) فیلمی محصول سال ۱۹۶۶ و به کارگردانی ژرار اوری است. در این فیلم بازیگرانی همچون بورویل، لوئی دوفونس، کلاودیو بروک، تری توماس، ماری دوبوآ، کولت بروست، پیر برتن، گی گروسو ایفای نقش کرده‌اند.